# 성실종
성실종(成實宗 · Satyasiddhi)은 4세기 경에 하리발마(訶梨跋摩 · Harivarman)가 소승 아비달마의 교의에 만족하지 못하고, 부파 불교의 일파인 경량부(經量部)의 입장에서 저술한 체계적 강요서(綱要書)인 《성실론 · Satyasiddhi-Shastra》의 연구강술을 중심으로 한 중국 불교의 학파이다.
《성실론》은 구마라습(鳩摩羅什)에 의해 411∼412년에 한역되었고 이후 약 200년 동안 불교 교리의 기초학으로서 이 논서에 대한 고구강술주석(考究講述註釋)이 매우 활발하여 중국 불교의 교리 발전에 커다란 영향을 끼쳤다.
《성실론》에는 대승(大乘) 일반에게 설교되는 "인법2공(人法二空)"이나 "제법(諸法)은 세속제(世俗諦)에서는 공(空)이다"라는 이제설(二諦說)을 주장하는 등 대승적인 교리해설이 이루어져 있다. 때문에 중국 양나라의 법운(法雲: 467–529) · 승민(僧旻: 467–527) · 지장(智藏: 458–522) 등은 《성실론》을 대승서(大乘書)로 간주했다. 그러나 수나라 시대에 이르러 천태종의 지의(智顗: 538-597)나 삼론종의 길장(吉藏: 549-623) 등은 《성실론》를 소승서(小乘書)로 단정하였다.
이러한 점과 더불어, 진나라(陳)의 진제(眞諦: 499-569)가 《구사석론(俱舍釋論)》을 한역한 후에는 교리 해설 면에서 《구사석론》이 《성실론》 보다 뛰어났기 때문에 당나라 시대부터는 《성실론》의 강구(講究)는 급속히 시들어 갔고 이에 따라 성실종의 명맥도 쇠운을 걷게 되었다.

## 참고 문헌
- 이 문서에는 다음커뮤니케이션(현 카카오)에서 GFDL 또는 CC-SA 라이선스로 배포한 글로벌 세계대백과사전의 내용을 기초로 작성된 글이 포함되어 있습니다.